# Yatesbury
Yatesbury – wieś w Anglii, w hrabstwie Wiltshire. Leży 41 km na północ od miasta Salisbury i 124 km na zachód od Londynu.